# Famille de Morsier
 (juin 2024).
Améliorez-le ou discutez des points à vérifier. 
La famille de Morsier, anciennement de Morsy, est une famille originaire du Chablais, en Savoie, et émigrée en Suisse à la suite de sa conversion au protestantisme au XVIe siècle.
Établie désormais entre la France et la Suisse, elle a donné aux XIXe et XXe siècles plusieurs responsables politiques à la ville de Genève, des philanthropes chrétiens et un officier de marine français de la Seconde Guerre Mondiale, Compagnon de la Libération.

## Histoire

### Origines
La famille de Morsier est originaire du Chablais savoyard. Émile Vuranet (1943), qui reprend les travaux de Louis-Étienne Piccard, indiquait qu'il s'agit d'une famille de notaires, qui était établie au hameau de Morsier, près de Marclaz, aux environs de Thonon, au cours du Moyen Âge. Le château de Morcy, qu'a fait construire Loys de Morsier, est situé à l'ouest de la ville.
La notice de l'Inventaires des Archives cantonales vaudoises mentionne que « selon la tradition », ce village ou hameau, que l'on trouve orthographié de nos jours sous la forme Morzier, serait celui situé entre les communes de Bons-en-Chablais et Brenthonne (Haute-Savoie). Elle précise par ailleurs qu'« en 1550, il existait dans la commune de Morsier six familles de ce nom, 1 famille à Brenthonne, 1 famille à Filly et 2 hommes à Thonon ». Le document avance également pour origines le lieu dit Morcy, dans les environs de Thonon.

### Ascension familiale et installation en Suisse
- Si vous ne connaissez pas le sujet, laissez ce bandeau (vous pouvez alors contacter les auteurs).
- Si vous supprimez le contenu mis en cause (vous pouvez préalablement contacter les auteurs),

argumentez précisément cette suppression dans la page de discussion
(un manque de référence n'est pas un argument ; une recherche réelle de référence doit avoir été effectuée, être formellement documentée).
Aux XVe et XVIe siècles, Thonon, capitale du Chablais, attire alors une grande partie de l'élite savoyarde, attirée par le séjour de la Cour ducale au château de Ripaille.
Les Morsier y exercent alors les fonctions de notaire. Cette profession est considérée, en Savoie, jusqu'en 1559 comme non dérogeante et donc compatible avec l'état de noblesse.
On retrouve ainsi, vers 1480, Loys de Morsier, premier ancêtre connu de la famille et bourgeois de Thonon, qui fait bâtir l'actuel château de Morsy, passé ensuite par mariage aux Brotty d'Antioche,.
En 1598, la veuve Morsier, refusant d'abjurer, part s'établir dans le pays de Vaud.
Le dossier d'enregistrement de noblesse de Jean-François de Morsier (1668-1747), lieutenant-colonel au service de l'Angleterre et commandant la place de Rorschach, auprès du Conseil souverain de Berne, conservé aux archives cantonales vaudoises, contient néanmoins différents documents qui permettent de retracer l'histoire de cette famille, depuis environ 1470[réf. à confirmer].
Noble Janus de Morsier, fils de Loys, est notaire à Thonon entre 1512 et 1519.
Noble Francois de Morsier, son fils, également notaire à Thonon, en 1540, a quatre fils, André Claude-Hippolyte, Gaspard et François, tous notaires et établis en pays de Vaud à cause de leur religion protestante.
C'est d'André et de son fils Charles que descend Jean-François qui demande et obtient de la ville de Thonon une attestation de la noblesse de sa famille le 26 mars 1693, et du Conseil souverain de Berne la reconnaissance de sa noblesse ancienne le 25 janvier 1723.
Comme de nombreuses familles de la noblesse suisse, les Morsier fournissent au XVIIIe siècle des officiers aux armées européennes. Outre Jean-François de Morsier, déjà cité, son fils Jean-François de Morsier (1705-1765) est écuyer de la province de la Floride Occidentale, où il meurt à Pensacola, au service de l'Espagne. Louis de Morsier (1752-1826), petit-fils de Jean-François sert de son côté comme colonel au service de la Hollande et participe à la guerre de 1787 contre la Prusse.
La fréquentation de la noblesse européenne pousse les Morsier à adopter les idées des Lumières, faisant bâtir une maison de campagne, cultivant les lettres, voyageant à Londres, Paris, Venise...
Peu avant 1800, la famille de Morsier s'implante par mariage à Genève, où elle s'agrègera bientôt aux anciennes familles patriciennes de la ville, auxquelles elle sera désormais associée.

## Personnalités
- Loys de Morsier (vivant au XVe siècle), député de Yolande de France, duchesse de Savoie auprès de la ville de Vevey[15], bâtisseur vers 1480 du château de Morsy, à Thonon[5].
- Jean-François de Morsier (1668-1747), officier, lieutenant-colonel au service de l'Angleterre, Il prit part à la campagne d'Irlande. De retour en Suisse, où il reçut une blessure, il combattit à Villmergen et commanda la place de Rorschach, de 1712 à 1718[16]. C'est lui qui fit enregistrer sa noblesse en 1723 par l'avoyer et le Conseil souverain de la ville de Berne.
- Alexandre de Morsier (1796-1858), député du Conseil de Genève, conseiller d'Etat de Genève[17], maire des Eaux-Vives[18].
- Émilie de Morsier, née Naville (1843-1896), philanthrope, féministe et écrivain franco-suisse.
- Frédéric de Morsier (1861-1931), architecte et aquarelliste suisse.
- Auguste de Morsier (1864-1923), ingénieur, journaliste et philanthrope, membre de la Fédération abolitionniste internationale, cofondateur en 1909 de l'Association suisse pour le suffrage féminin[19],[20].
- Georges de Morsier (1894-1982), neurologue et psychiatre suisse, professeur puis directeur de la clinique universitaire de neurologie de Genève.
- Jeanne-Marie de Morsier (1899-1969), secrétaire générale adjointe de l'Union internationale de secours aux enfants[21],[22], épouse de Lothian Small (en), travailliste britannique.
- Pierre de Morsier (1908-1991), officier de marine marchande franco-suisse, capitaine de frégate dans la Marine nationale, Compagnon de la Libération, commandeur de la Légion d'Honneur.

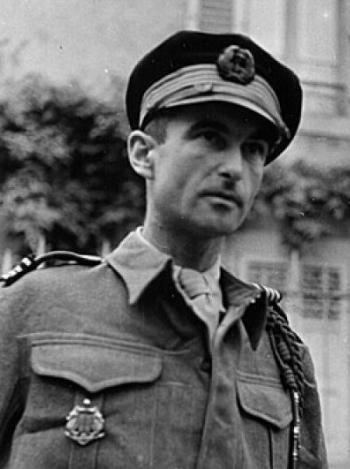
Pierre de Morsier (1908-1991)

## Propriétés
- Château de Morcy, à Thonon (XVe-XVIe siècles).
- Domaine des Ursins, à Montherod (1709-2003).
- Domaine de Morsier à Mont-sur-Rolle (depuis 1793).
- Domaine de Vieux-Plonjon, à Genève (Eaux-Vives), depuis 1803 et jusqu'au XXe siècle.

## Armoiries
Les armes de la famille de Morsier se blasonnent ainsi : de sable, au mors d'argent, à la bordure d'azur.

## Alliances
Les principales alliances de la famille sont : Brothier de Concise (1511), de Querlaz (1570), Rolaz du Rozey (vers 1570, 1778), Rebut (vers 1600), Arpeau (1666), Lemaire (1700), Grivel d'Aubonne (1746), Rigaud (1795), Schmidtmeyer (1825), Roguin (1837, 1849), Puerari (1856), Naville (1863), Fatio (1887), Claparède (1888, 1889), de Rham (1900), de Budé (1901), Pijl (1917), Appert (1933), Françoise (1941), Cremer (1947).

## Hommages
- École Emilie-de-Morsier, à Châtelaine.
- Bataillon de fusiliers-marins de Morsier, sur la base sous-marine de l'Ile-Longue.
- Syndrome de Kalmann de Morsier